# 莫納蒂克
德米特羅·塞爾希約維奇·莫納蒂克（羅馬化：Dmytro Serhiiovych Monatyk；1986年4月1日—），艺名莫納蒂克（英語：Monatik；風格全大写），烏克蘭歌手、词曲作者和舞者。
2017年5月9日，他在了當年的欧洲歌唱大赛中打入第一场半决赛。